# Creu d'en Falgons
La Creu d'en Falgons és una creu de terme de Cervià de Ter (Gironès) situada a l'extrem oest del nucli antic.
És una creu de pedra amb el basament quadrangular de dos graons, amb un peu quadrangular a sobre i el fust octogonal. Sobre el fust, un capitell de tipus dòric motllurat en dues parts, una de circular i una quadrada. La creu és de tipus llatina amb els braços flordelisats, amb la crucifixió a l'anvers i la Mare de Déu amb el Nen al revers. Al peu hi ha gravada la data 1607, una inscripció molt deteriorada i l'escut en relleu de la família Falgons.
Sembla que fou un membre de la família Falgons, propietari de veí mas de la Torre, qui va fer erigir la creu cap el 1600 en memòria d'un nen que fou assassinat en aquest lloc.